# 末広町 (魚津市)
末広町（すえひろちょう）は、富山県魚津市の町名である。
1969年（昭和44年）5月1日に大字村木の一部が分割して成立した。町名は末長く発展するようにという意味が込められている。

## 地理
魚津大火の後の火災復興区画整理により誕生した。市街地を縦断する大通りと漁港道路（富山県道129号魚津停車場線）とが交差し、ほとんどが商店である。

## 世帯数と人口
2025年（令和7年）5月31日現在の世帯数と人口は以下の通りである。
| 世帯数 | 人口  |
| ------ | ----- |
| 89世帯 | 179人 |

なお、1979年（昭和54年）時点での世帯数は74世帯、人口は304人であった。

## 小・中学校の学区
市立小・中学校に通う場合、学区は以下の通りとなる。
| 小学校               | 中学校             |
| -------------------- | ------------------ |
| 魚津市立よつば小学校 | 魚津市立西部中学校 |